# Spathius dentatus
Spathius dentatus är en stekelart som beskrevs av Telenga 1941. Spathius dentatus ingår i släktet Spathius och familjen bracksteklar. Inga underarter finns listade i Catalogue of Life.